# Adolf Ritter von Tutschek

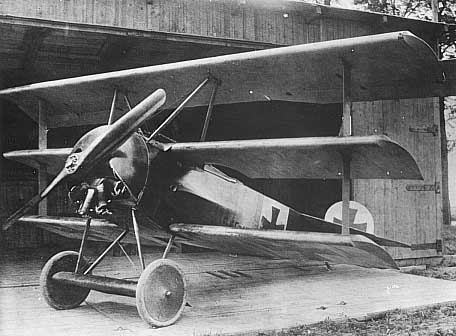
Fokker Dr.I

Adolf Ritter von Tutschek (ur. 16 maja 1891 w Ingolstadt, zm. 15 marca 1918 pod Brancourt-le-Grand) – niemiecki as myśliwski z czasów I wojny światowej z 27 potwierdzonymi zwycięstwami powietrznymi.

## Życiorys
Urodzony w Ingolstadt w Bawarii Adolf von Tutschek służbę rozpoczął jako kadet w 1910 roku w 3 Bawarskim Pułku Piechoty po ukończeniu Królewskiej Bawarskiej Szkoły Kadetów. Po dwóch latach został promowany na stopień podoficerski i przeniesiony do 40 Pułku Piechoty.
Po wybuchu I wojny światowej Adolf von Tutschek służył w 1914 roku służył na froncie zachodnim, a na początku 1915 na froncie wschodnim. Został ranny 2 maja. Na froncie wschodnim służył do połowy stycznia 1916 roku. Za duże zasługi wojenne został odznaczony Krzyżem Żelaznym I klasy oraz Orderem Maxa-Josepha najwyższym bawarskim odznaczeniem wojskowym nadającym tytuł szlachecki Ritter. 17 stycznia został promowany na porucznika i przeniesiony na front zachodni. Brał udział w walkach pod Verdun. 26 marca w czasie ataku gazowego Adolf von Tutschek został zatruty gazem bojowym i przez następne parę miesięcy przebywał w szpitalach. Po wyleczeniu został zaakceptowany do lotnictwa. Od 25 lipca rozpoczął szkolenie pilotażu w Schleissheim. Po uzyskaniu licencji pilota został przydzielony do bawarskiego oddziału lotniczego FFA 6b (październik 1916).
25 stycznia 1917 roku został przydzielony do Jagdstaffel 2. Pierwsze zwycięstwo powietrzne odniósł 6 marca nad Maximillianem Mare-Montembault. Po odniesieniu trzech zwycięstw 28 kwietnia został przeniesiony na stanowisko dowódcy Jagdstaffel 12 na miejsce Paula von Osterroht jej pierwszego dowódcy, który poległ 5 dni wcześniej.
Stanowisko dowódcy Jagdstaffel 12 pełnił do sierpnia odnosząc w niej 20 zwycięstw powietrznych. 11 sierpnia kiedy po zestrzeleniu jednego z asów myśliwskich Imperium Brytyjskiego kapitana Johna Henry’ego „Tud” Tudhope sam został poważnie ranny i zestrzelony przez Charlesa Dawsona Bookera z 8 Naval Squadron. Adolf von Tutschek przeżył, ale odniósł poważne rany. W grudniu 1917 roku został awansowany do stopnia kapitana.
1 lutego 1918 roku został mianowany pierwszym dowódcą nowo utworzonego dywizjonu myśliwskiego Jagdgeschwader 2. W jednostce latał na pomalowanym na zielono samolocie Fokker Dr.I. Jako dowódca dywizjonu odniósł jeszcze 4 zwycięstwa. 15 marca w czasie kolejnej misji został zestrzelony przez Harolda Boltona Redlera i zginął. Został pochowany na Cmentarzu Leśnym w Monachium.

## Odznaczenia
- Pour le Mérite – 3 sierpnia 1917
- Królewski Order Rodu Hohenzollernów
- Order Maxa-Josepha
- Krzyż Żelazny I Klasy
- Krzyż Żelazny II Klasy